# Carlos Diarte
Carlos Martínez Diarte (Asunción, 26 gennaio 1954 – Valencia, 29 giugno 2011) è stato un calciatore e allenatore di calcio paraguaiano, di ruolo attaccante.

## Biografia
Minore di otto fratelli, Diarte nacque il 26 gennaio 1954 ad Asunción, la capitale del Paraguay, da una famiglia di origine Guaraní.
Quando aveva due anni suo padre abbandonò la famiglia e Carlos Diarte crebbe con la madre, che si impegnò affinché i figli studiassero oltre a svolgere umili lavori.
Era un appassionato di musica, suonava la chitarra, incise un disco e cantò alla radio e in televisione.
Amava anche la letteratura, scrisse molti racconti e poesie.
Nel 2010 gli vennero diagnosticati un tumore vertebrale e un tumore al colon. A causa di questi problemi di salute lasciò la Guinea Equatoriale, dove lavorava come commissario tecnico, per tornare a Valencia, dove avrebbe ricevuto cure migliori.
Dopo una lunga lotta contro la malattia, è morto il 29 giugno 2011, all'età di 57 anni, all'Hospital Doctor Peset di Valencia. Ha lasciato quattro figli.

## Caratteristiche tecniche
Era molto forte fisicamente, abile nei dribbling e nei colpi di testa.
Aveva un passo rapido e lungo e per questo Mario Rivarola, suo compagno di squadra all'Olimpia, lo soprannominò El Lobo (Il lupo).

## Carriera

### Giocatore

#### Club
Esordì nel Club Olimpia nel 1970, a 16 anni. Nel 1971 aiutò la squadra della sua città a vincere la Primera División de Paraguay.
Il 9 gennaio 1974, grazie all'operato di Avelino Chaves, si trasferì in Spagna per giocare nel Real Saragozza. Il costo del trasferimento fu di sette milioni di pesetas.
In Aragona, sotto la guida di Luis Carriega, trovò i connazionali Saturnino Arrúa, Felipe Santiago Ocampos, Jorge Insfrán e Adolfo Soto. Questo gruppo di paraguaiani è ricordato ancora oggi come Los Zaraguayos. Diarte restò per tre stagioni a Saragozza e fu per tre volte il capocannoniere della squadra.
"Los Zaraguayos" giocarono un buon calcio ma non vinsero nessun titolo.
Nella stagione 1973-1974 il Real Saragozza arrivò al terzo posto in campionato e nella stagione successiva arrivò secondo, raggiungendo il miglior piazzamento di sempre della storia del club aragonese.
Il 25 giugno 1976 gli aragonesi furono sconfitti dall'Atlético Madrid nella finale della perdendo 1-0 con un gol di Gárate.
Una volta sconfissero il Real Madrid segnando sette reti. Il Real Madrid dopo quella partita tentò di ingaggiare Diarte, che aveva conosciuto anche Santiago Bernabéu, ma il trasferimento saltò all'ultimo momento per ragioni sentimentali.
Diarte fu convinto a lasciare Saragozza dall'allenatore paraguaiano del Valencia, Heriberto Herrera, che una notte si presentò a casa dell'attaccante per dirgli che con lui i valenziani sarebbero diventati campioni. 
Così Diarte passò al Valencia per 60 milioni di pesetas.
La sua prima stagione a Valencia fu molto buona, con 16 gol segnati.
Nella stagione 1978-1979 vinse la Coppa del Re e poi lasciò il club per passare al Salamanca.
Nella sua unica stagione a Salamanca giocò 31 partite e segnò sette gol, poi passò al Betis Siviglia.
Nel 1983 lasciò la Spagna per giocare con la squadra francese del Saint-Étienne. Nel 1986 tornò in patria, al Club Olimpia, dove chiuse la carriera da giocatore.

#### Nazionale
Prese parte al Campionato sudamericano di calcio Under-19 1971, vincendo il titolo. Diarte esordì con la Nazionale paraguaiana il 4 luglio 1971, quando Aurelio Ramón González lo fece scendere in campo contro l'Argentina in una partita della Copa Rosa Cheva.
Giocò per l'ultima volta con la maglia del Paraguay il 7 giugno 1981, in una partita contro il Cile.
In totale giocò 14 partite senza mai segnare.

### Allenatore
Iniziò la carriera da allenatore nel 1988, come assistente al Valencia. Successivamente ha allenato il Deportivo Alginet.
Nella stagione 1996-1997 ha preso il posto di Santiago Martín Prado sulla panchina dell'Atlético Madrid B, in Segunda División. Ha allenato la squadra in 26 incontri prima di essere sostituito da Wilfredo Gutiérrez a due giornate dalla fine. L'Atlético ha terminato il campionato al dodicesimo posto.
Nella stagione 1998-1999 è tornato al Salamanca, in Primera División. La squadra durante quella stagione aveva cambiato per quattro volte l'allenatore e Diarte nelle ultime nove giornate non riuscì a migliorare la situazione poiché il Salamanca concluse il campionato all'ultimo posto.
Nella stagione 2000-2001 ha allenato il Gimnàstic de Tarragona, in Segunda División. Anche la squadra catalana aveva cambiato più volte l'allenatore e Diarte non è riuscito ad evitare la retrocessione.
Dopo le esperienze in Spagna è tornato in Sudamerica, dove ha allenato il Guarani, l'Olimpia e l'Atlético Colegiales.
Nel 2009 è diventato commissario tecnico della Guinea Equatoriale.
Con la Nazionale del piccolo stato africano ha raggiunto la finale della Coppa CEMAC 2009, persa 3-0 contro la Repubblica Centroafricana. Nel 2010 ha dovuto abbandonare l'incarico per problemi di salute.

## Statistiche

### Cronologia presenze e reti in Nazionale
| Cronologia completa delle presenze e delle reti in nazionale ― Paraguay | Cronologia completa delle presenze e delle reti in nazionale ― Paraguay | Cronologia completa delle presenze e delle reti in nazionale ― Paraguay | Cronologia completa delle presenze e delle reti in nazionale ― Paraguay | Cronologia completa delle presenze e delle reti in nazionale ― Paraguay | Cronologia completa delle presenze e delle reti in nazionale ― Paraguay | Cronologia completa delle presenze e delle reti in nazionale ― Paraguay | Cronologia completa delle presenze e delle reti in nazionale ― Paraguay |
| Data                                                                    | Città                                                                   | In casa                                                                 | Risultato                                                               | Ospiti                                                                  | Competizione                                                            | Reti                                                                    | Note                                                                    |
| ----------------------------------------------------------------------- | ----------------------------------------------------------------------- | ----------------------------------------------------------------------- | ----------------------------------------------------------------------- | ----------------------------------------------------------------------- | ----------------------------------------------------------------------- | ----------------------------------------------------------------------- | ----------------------------------------------------------------------- |
| 4-7-1971                                                                | Asunción                                                                | Paraguay                                                                | 1 – 1                                                                   | Argentina                                                               | Copa Rosa Chevallier Boutell                                            | -                                                                       |                                                                         |
| 9-7-1971                                                                | Buenos Aires                                                            | Argentina                                                               | 0 – 1                                                                   | Paraguay                                                                | Amichevole                                                              | -                                                                       |                                                                         |
| 11-7-1971                                                               | Buenos Aires                                                            | Argentina                                                               | 0 – 1                                                                   | Paraguay                                                                | Copa Rosa Chevallier Boutell                                            | -                                                                       |                                                                         |
| 14-7-1971                                                               | Santiago del Cile                                                       | Cile                                                                    | 2 – 3                                                                   | Paraguay                                                                | Copa José Felix                                                         | -                                                                       |                                                                         |
| 24-7-1971                                                               | Rio de Janeiro                                                          | Brasile                                                                 | 0 – 1                                                                   | Paraguay                                                                | Amichevole                                                              | -                                                                       |                                                                         |
| 27-7-1971                                                               | Lima                                                                    | Perù                                                                    | 0 – 0                                                                   | Paraguay                                                                | Amichevole                                                              | -                                                                       |                                                                         |
| 8-8-1971                                                                | Asunción                                                                | Cile                                                                    | 2 – 0                                                                   | Paraguay                                                                | Copa José Felix                                                         | -                                                                       |                                                                         |
| 26-4-1972                                                               | Porto Alegre                                                            | Brasile                                                                 | 2 – 3                                                                   | Paraguay                                                                | Amichevole                                                              | -                                                                       |                                                                         |
| 25-5-1972                                                               | Salta                                                                   | Argentina                                                               | 0 – 0                                                                   | Paraguay                                                                | Amichevole                                                              | -                                                                       |                                                                         |
| 2-9-1973                                                                | La Paz                                                                  | Bolivia                                                                 | 2 – 1                                                                   | Paraguay                                                                | Qual. Mondiali 1974                                                     | -                                                                       |                                                                         |
| 18-10-1922                                                              | Asunción                                                                | Paraguay                                                                | 1 – 1                                                                   | Argentina                                                               | Qual. Mondiali 1974                                                     | -                                                                       |                                                                         |
| 22-10-1922                                                              | Guayaquil                                                               | Ecuador                                                                 | 1 – 0                                                                   | Paraguay                                                                | Qual. Mondiali 1982                                                     | -                                                                       |                                                                         |
| 31-5-1981                                                               | Asunción                                                                | Paraguay                                                                | 3 – 1                                                                   | Ecuador                                                                 | Qual. Mondiali 1982                                                     | -                                                                       |                                                                         |
| 7-6-1981                                                                | Asunción                                                                | Paraguay                                                                | 0 – 1                                                                   | Cile                                                                    | Qual. Mondiali 1982                                                     | -                                                                       |                                                                         |
| Totale                                                                  |                                                                         | Presenze                                                                | 14                                                                      |                                                                         | Reti                                                                    | 0                                                                       |                                                                         |

## Palmarès

### Giocatore

#### Club

##### Competizioni nazionali
- Campionato paraguaiano: 1

Olimpia: 1971
- Coppa di Spagna: 1

Valencia: 1978-1979